# Fortunato Frezza
Fortunato Frezza (ur. 6 lutego 1942 w Rzymie) – włoski duchowny rzymskokatolicki, arcybiskup, podsekretarz Synodu Biskupów w latach 1997–2014, ceremoniarz Zakonu Rycerskiego Grobu Bożego w Jerozolimie od 2015, kamerling bazyliki św. Piotra od 2022, kardynał diakon od 2022.

## Życiorys
Po studiach w niższym seminarium w Bagnoregio i wyższym w Viterbo 28 czerwca 1966 przyjął święcenia kapłańskie. W 1967 uzyskał licencjat z teologii na Papieskim Uniwersytecie Gregoriańskim, a w 1977 uzyskał dyplom z Pisma Świętego w Papieskim Instytucie Biblijnym w Rzymie na podstawie pracy filologicznej na temat księgi proroka Micheasza. W 1983 został zatrudniony w Sekretariacie Generalnym Synodu Biskupów, a w latach 1997-2014 był jego podsekretarzem. W 1999 został mianowany prałatem honorowym Jego Świątobliwości. W 2013 został mianowany kanonikiem bazyliki św. Piotra na Watykanie, a w 2022 został kamerlingiem kapituły.
29 maja 2022 podczas modlitwy Regina Coeli Franciszek ogłosił jego nominację kardynalską. W związku z ukończeniem 80 lat przed kreacją, nie będzie miał prawa udziału w konklawe. Wcześniej, 7 czerwca 2022 został mianowany arcybiskupem tytularnym Treby. Święcenia biskupie przyjął 23 lipca 2022 w bazylice św. Piotra na Watykanie. Głównym konsekratorem był kardynał Mauro Gambetti, wikariusz generalny Państwa Watykańskiego, a współkonsekratorami arcybiskup Edgar Peña Parra, substytut do spraw ogólnych Sekretariatu Stanu, i biskup Malagi Jesús Esteban Catalá Ibáñez. 27 sierpnia Frezza został kreowany kardynałem diakonem i otrzymał diakonię S. Maria in Via Lata.